# Felsőszlatina
Felsőszlatina (ukránul: Верхня Солотвина [Verhnya Szolotvina]) falu Ukrajnában, Kárpátalján, az Ungvári járásban.

## Fekvése
Ungvártól keletre, Horlyó északkeleti szomszédjában fekvő település.

## Története
A 18. század végén Vályi András így ír róla: „HORLYO. Tót falu Ungvár Várm. földes Urai több Urak, lakosai katolikusok, és ó hitűek, fekszik Ungvárhoz 3 mértföldnyire, Őrnek filiája, határja közép termékenységű.”
Fényes Elek 1851-ben kiadott geográfiai szótárában így ír a faluról: „Horlyó, orosz falu, Ungh vmegyében, ut. p. Szerednyéhez északra egy mfdnyire, erdős, hegyes vidéken: 7 római, 755 g. kath., 23 zsidó lak. Görög kath. paroch. templom. Kalló és lisztmalom. Szőlőhegy. Bikkes erdő. F. u. gr. Klobusiczky, Horváth, Pongrácz, s m.”
A trianoni béke előtt Ung vármegye Szerednyei járásához tartozott. Az első világháborút követően a községet a mesterségesen létrehozott Csehszlovákiához csatolták, majd 1938-tól ismét Magyarországhoz tartozott 1944 őszéig, amikor a szovjet csapatok megszállták.
Ennek következtében 1945-ben az Ukrán Szovjet Szocialista Köztársaság, s ezzel együtt a Szovjetunió részévé vált. 1991 óta a független Ukrajna része. 2020-ig közigazgatásilag Horlyóhoz tartozott.

## Népessége
1910-ben 274 lakosából 15 német, 255 ruszin volt; ebből 3 római katolikus, 256 görögkatolikus, 15 izraelita volt.